# Wybory regionalne w Brandenburgii w 2004 roku

Podział miejsc w Landtagu Brandenburgii po wyborach w 2004 r.

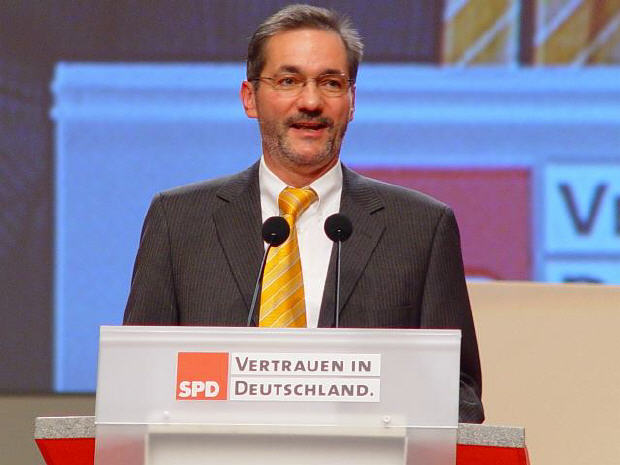
Matthias Platzeck (SPD), szef rządu Brandenburgii od 2002

Wybory regionalne w Brandenburgii w 2004 roku – odbyły się 19 września. Zgodnie z oficjalnymi wynikami zwycięstwo odniosła Socjaldemokratyczna Partia Niemiec, która uzyskała ok. 31,91% głosów.

## Wyniki
| Partia                                            | Wyniki w % |
| ------------------------------------------------- | ---------- |
| Sozialdemokratische Partei Deutschlands (SPD)     | 31,91      |
| PDS                                               | 28,0       |
| Christlich Demokratische Union Deutschlands (CDU) | 19,4       |
| Deutsche Volksunion (DVU)                         | 6,08       |
| Bündnis 90/Die Grünen (Grüne)                     | 3,60       |
| Freie Demokratische Partei (FDP)                  | 3,33       |
| Inne                                              | ?          |